# Dolichoderus tauricus
Dolichoderus tauricus é uma espécie de formiga do gênero Dolichoderus.